# Louise Suggs
Mae Louise Suggs (Atlanta, 7 september 1923 – Sarasota, 7 augustus 2015) was een Amerikaans golfprofessional en een van de oprichtsters van de Ladies Professional Golf Association (LPGA).
In de jaren 1940, 1950 en 1960 golfte Suggs op de LPGA Tour waar ze 61 golftoernooien won waarvan 11 majors. In 1951 werd ze opgenomen op de World Golf Hall of Fame.

## Loopbaan
Suggs werd geboren in de Amerikaanse stad Atlanta, Georgia en begon op jonge leeftijd te golfen. In 1940 won ze op 16-jarige leeftijd het Georgia State Amateur Championship. In 1948 golfte ze voor haar land op de Curtis Cup waar ze ook haar golfcarrière als amateur beëindigde.
Na haar succesvolle carrière bij de amateurs, werd Suggs golfprofessional in 1948. Ze golfte twee decennia lang als een pro en ze won 58 golftoernooien. Tijdens haar golfcarrière won ze 11 majors waarvan vier keer het Titleholders Championship, vier keer het Women's Western Open, twee keer het US Women's Open en één keer het LPGA Championship.
In 1948 hield Suggs samen met andere bekende golfsters om de Ladies Professional Golf Association (LPGA) op te richten. Van 1955 tot 1957 werd ze voorzitster van de LPGA. In 1951 werd ze opgenomen op de World Golf Hall of Fame.

## Prestaties

### Professional
LPGA Tour
| Jaar | # | Toernooien |
| ---- | - | --- |
| 1946 | 2 | Titleholders Championship, Women's Western Open (als een amateur), Pro-Lady Victory National Championship (als een amateur, met Ben Hogan)                                                                       |
| 1947 | 1 | Women's Western Open (als een amateur) |
| 1948 | 1 | Belleair Open |
| 1949 | 4 | US Women's Open, Women's Western Open, All American Open, Muskegon Invitational |
| 1950 | 2 | Chicago Weathervane, New York Weathervane |
| 1951 | 1 | Carrollton Georgia Open |
| 1952 | 6 | Jacksonville Open, Tampa Open, Stockton Open, US Women's Open, All American Open, Betty Jameson Open |
| 1953 | 9 | Tampa Open, Betsy Rawls Open, Phoenix Weathervane (gelijkspel met Patty Berg), San Diego Open, Bakersfield Open, San Francisco Weathervane, Philadelphia Weathervane, 144 Hole Weathervane, Women's Western Open |
| 1954 | 5 | Sea Island Open, Titleholders Championship, Betsy Rawls Open, Carrollton Georgia Open, Babe Zaharias Open |
| 1955 | 5 | Los Angeles Open, Oklahoma City Open, Eastern Open, Triangle Round Robin, St. Louis Open |
| 1956 | 3 | Havana Open, Titleholders Championship, All American Open |
| 1957 | 2 | LPGA Championship, Heart of America Invitational |
| 1958 | 4 | Babe Zaharias Open, Gatlinburg Open, Triangle Round Robin, French Lick Open |
| 1959 | 3 | St. Petersburg Open, Titleholders Championship, Dallas Civitan Open |
| 1960 | 4 | Dallas Civitan Open, Triangle Round Robin, Youngstown Kitchens Trumbull Open, San Antonio Civitan |
| 1961 | 7 | Naples Pro-Am, Royal Poinciana Invitational, Golden Circle of Golf Festival, Dallas Civitan Open, Kansas City Open, San Antonio Civitan, Sea Island Open                                                         |
| 1962 | 1 | St. Petersburg Open |

De majors worden in het vet weergegeven.

## Teamcompetities
Amateur
- Curtis Cup ( USA): 1948 (winnaars)